# Edge of Time
Edge of Time — первый и единственный альбом группы краут-рока Dom, первые выпущенный в 1970 году.

## Характеристика
Музыка альбома отправляет слушателя в незабываемый космически-акустический трип с доминированием гитар и перкуссии, который дополняется звуками электрооргана, басовыми гулами и несложными «странными» электронными эффектами. Концепция альбом построена вокруг неудачного трипа и его последствий для сознания и восприятия времени (история изложена на обложке и представлена в форме печальной декламации на заглавном треке). Звучание Dom похоже на некоторые другие экспериментальные записи краут-рока (особенно, продукцию лейбла Ohr), но со значительным упором на акустические, фолковые музыкальные идеи. Авангардный, призрачный и поэтичный альбом, который легко склонит на свою сторону любого поклонника жанра.
Группа Dom на своём первом и единственном альбоме Edge of Time создаёт уникальную странную и сюрреалистическую смесь из космического фолка, свободной психоделической формы и электроакустического авангарда. Это мрачный и задумчивый, преследующий слушателя альбом, музыка которого движется от гипнотического психоделического фолка к эксцентричным звуковым пейзажам из гулов и звонов. Хотя значительная часть вокала состоит из бессловесных трелей, похожих на первый альбом Ash Ra Tempel, тем не менее, на двух треках — «Silence» и заглавном треке — звучит английский речитатив, ещё более усиливающий гнетущую красоту звучания.
В музыкальном плане альбом напоминает флойдовские A Saucerful of Secrets и Ummagumma, а также первые работы Tangerine Dream. Занимая музыкальное пространство где-то между этническом фолком, космической музыкой и чистой психоделией, он является подлинным продуктом своего времени. Открывающая альбом композиция «Introitus» начинается с нежного дуэта флейты и гитары, происходящего как будто из хиппистской пасторальной фантазии, который вскоре поддерживает замечательная перкуссия. После диссонансного отступления трек завершается приятной органной партией в сопровождении перкуссии. Довольно-таки жуткая «Silence» начинается весьма невинно-психоделически с долей вокала, но вскоре переходит в кошмарные волны, напоминающие Tangerine Dream периода Zeit, завершая все спокойным слоем Хэммонд-органа. Заглавный трек начинается не менее жутко, чем предыдущий, но вскоре переходит во флойдовский звуковой пейзаж (близкий More) с речитативом и мягкими звуковыми средами. Завершающий альбом «Dreams» начинается с длинного перкуссионного вступления, прерываемого звуком колокола, после чего вступают тихая гитара и воздушный флойдовский орган (подобный «Careful with That Axe, Eugene»), которые господствуют некоторое время, но затем вновь всплывают звуковые картины раннего Tangerine Dream. Это, вероятно, один из самых психоделических альбомов прогрессивного рока.
Edge of Time предлагает гипнотический психоделический акустический трип, напоминающий безумные моменты Pink Floyd, но с истинно немецким экспериментированием. Фолковый, поэтичный и мечтательный, звук группы идеально передаёт состояние психоделической медитатации. Первый трек начинается с мирного диалога акустической гитары и флейты, затем акустическая перкуссия наращивает ритм. Композицию украшают таинственные, неземные органные партии, эхо колоколов и «странные» шумы. «Silence» исследует лабиринты подсознания с парящими органными звуками, репетативными гитарными партиями и странными, атмосферическими голосами. После небольшой перебивки электрических «хаотических» шумов, смешанных с флейтой, кульминация постепенно опускается до тишины с тяжёлым басовым гулом. Заглавный трек начинается со связки галлюциногеных, какофонических шумов, предвосхищающих наступление плавной и спокойной атмосферы, создаваемой с помощью акустической гитары и органа. Трек заканчивается английским речитативом, разъясняющим концепцию альбома. Завершающий альбом «Dream» предлагает пленительную, спокойную, меланхоличную смесь акустической гитары и органа в странной психоделической среде, созданной с помощью обработанных звуков и ксилофона. Очень привлекательный, «примитивный» кислотно-фолковый альбом, шедевр, ставший одним из наивысших достижеий краут-рока.

## Признание
Альбом занимает 3 место в рейтинге лучших альбомов краут-рока портала Progarchives (по состоянию на апрель 2013 года).

## Список композиций
1. Intruitus (8:55)
2. Silence (8:53)
3. Edge Of Time (9:05)
4. Dream (9:37)
Бонус-треки на переиздании 2001 года:
5. Flotenmenschen 1 (6:31)
6. Flotenmenschen 2 (1:15)
7. Flotenmenschen 3 (1:17)
8. Flotenmenschen 4 (1:11)
9. Let Me Explain (6:37)

## Состав музыкантов
Ласло Баксаи — бас, тексты, вокал
Габор Баксаи — перкуссия, флейта, вокал
Райнер Пузаловски — гитара, флейта, вокал
Ханс Георг Стопка — орган, гитара, вокал